# I. e. 500-as évek
Évszázadok: i. e. 7. század – i. e. 6. század – i. e. 5. század
Évtizedek: i. e. 550-es évek – i. e. 540-es évek – i. e. 530-as évek – i. e. 520-as évek – i. e. 510-es évek – i. e. 500-as évek – i. e. 490-es évek – i. e. 480-as évek – i. e. 470-es évek – i. e. 460-as évek – i. e. 450-es évek
Évek: i. e. 509 – i. e. 508 – i. e. 507 – i. e. 506 – i. e. 505 – i. e. 504 – i. e. 503 – i. e. 502 – i. e. 501 – i. e. 500

## Események
- A szogdok megalapítják Buharát.
- Athénban Kleiszthenész alkotmánya bevezeti a demokráciát.
- Rómában a Capitoliumon felszentelik a Iuppiter-templomot.

## Híres személyek
- I. Dárajavaus perzsa király
- I. Kleomenész spártai király
- Kleiszthenész athéni reformer.